# Přerov Mammoths
Přerov Mammoths je tým amerického fotbalu, sídlící ve čtvrti Přerov I-Město v Přerově. Byl založen v roce 2012 a ve stejném roce se rovněž stal členem ČAAF. Od roku 2020 působí v české nejvyšší soutěži. 

## Historie
Klub se původně jmenoval Olomouc Predators. Jeho původní členové se totiž začali scházet v Olomouci a k přesunu do Přerova došlo až poté co se trenérských otěží týmu ujal David Novotný (bývalý prvoligový hráč Prague Lions a Prague Black Hawks), který ukončil svou kariéru kvůli zranění. Do týmu přivedl několik hráčů z rodného Přerova a kvůli nim tým změnil působiště a přijal název Přerov Mammoths.

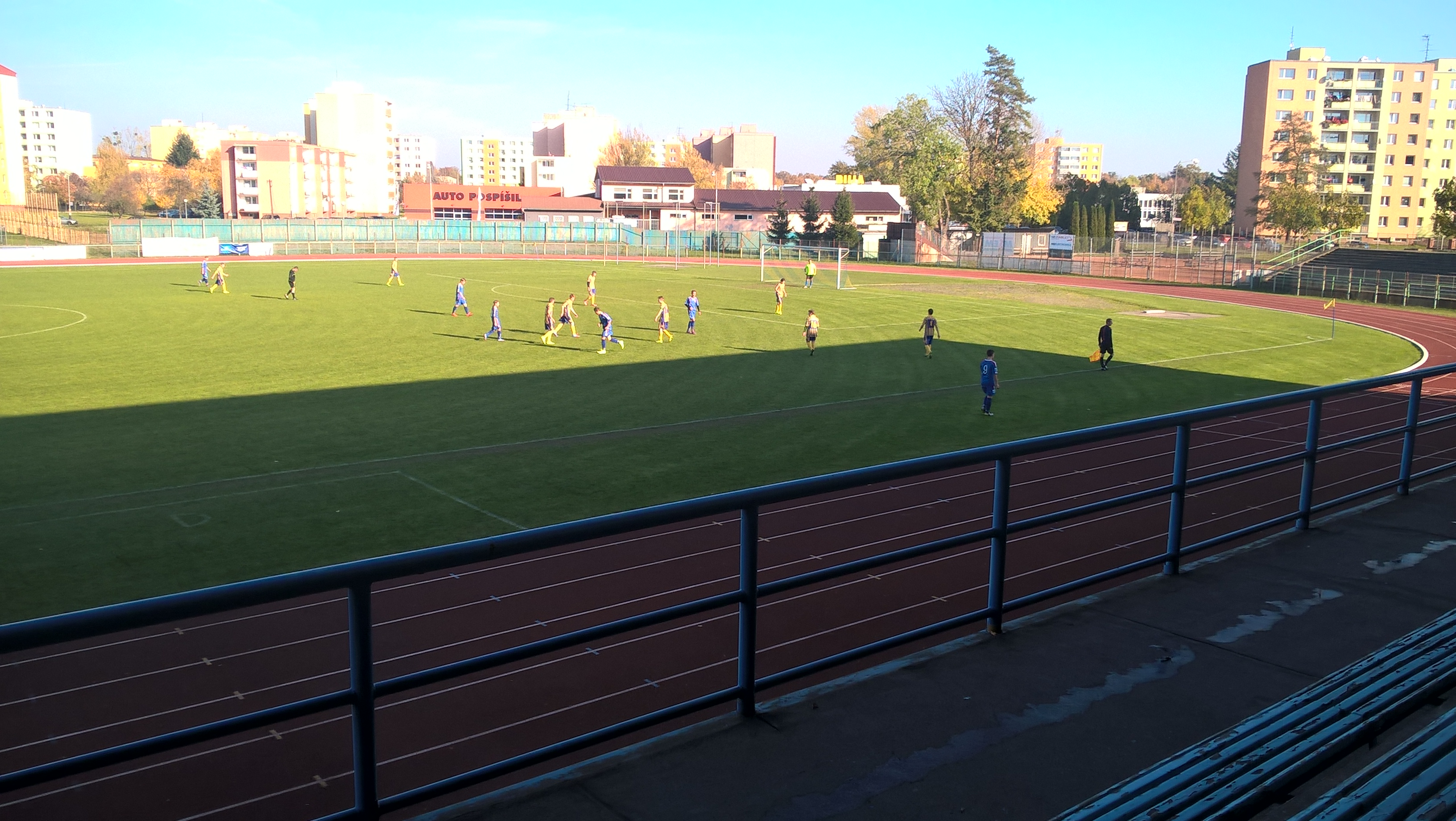
Stadion Spartak, kde hrají Mamuti svá domácí utkání

První tréninky probíhaly v městském parku v Michalově, poté co se však tým rozrostl, dohodl se na pronájmu areálu Viktorie Přerov. Zde také dne 14. 10. 2012 sehrál první zápas proti Vysočina Gladiators. V roce 2013 se následně účastnil své první celorepublikové sezony. První ligový zápas se hrál v Přerově 21. 4. 2013. Soupeři Mamutů byli Brno Pitbulls, kteří nečekaně podlehli nováčkovi 58:6. Svou první sezonu zakončil tým po play-off na 3. místě.
Dalším velmi výrazným datem v historii klubu je rok 2017. Tehdy Mamuti získali na úkor Vysočiny Gladiators Bronze Bowl, když zvítězili 0:6 a postoupili o ligu výš. V ní jim hned následující rok uniklo finále jen o vlásek a zakončili svou tehdy historickou sezonu na třetím místě. V roce 2019 však bylo vše jinak a přerovský klub suveréně došel až do finále, kde porazil Prague Black Panters rozdílem 35:0 a ziskem Silver Bowlu si zajistil účast České lize amerického fotbalu pro rok 2020.

### První sezona v nejvyšší soutěži
Celý tento ročník byl poznamenán pandemií koronaviru, proto se taky začalo hrát až v polovině srpna. Historicky první zápas, který Mammoths v této soutěži odehráli se konal 16.8. 2020 v Přerově. Soupeřem jim byla Ostrava Steelers, kterou nečekaně porazili 25:22. Následovalo ovšem pět proher v řadě, než si, opět na domácím stadionu vyšlápli na Prague Mustangs (zápas skončil 42:7). V posledním zápase hráli už jen čestný zápas o třetí, nepostupové místo skupiny východ. Ve velmi vyrovnaném zápase s Brno Alligators padli zásluhou brněnského field goalu v samotném závěru zápasu a sezonu zakončili na posledním místě s bilancí dvou výher a šesti proher. Poslední zápas už ale fanoušci neviděli, kvůli zhoršené epidemiologické situaci.

## Juniorský tým
Současně s postupem do nejvyšší soutěže byl v Přerově zřízen juniorský tým, který v sezoně 2019 skončil ve skupině Východ na 4. místě s bilancí tří výher a tří proher.

## Úspěchy klubu
- 1× vítěz 2. Ligy (2017)
- 1× vítěz 3. Ligy (2013)
- 4 místo Česká Liga Amerického Fotbalu (2022)